# بيرسي هيرنغ
بيرسي هيرنغ (بالإنجليزية: Percy Theodore Herring)‏ هو طبيب نيوزيلندي، ولد في 3 نوفمبر 1872، وتوفي في 24 أكتوبر 1967.